# Каллони, Антониу
Эжизио Антонио Каллони (порт. Egizio Antônio Calloni, род. 6 декабря 1961, Сан-Паулу), чаще упоминаемый просто как Антонио Каллони — бразильский актёр телевидения, кино и театра, а также писатель и поэт итальянского происхождения. Наиболее известен русскоязычной аудитории по роли Мохаммеда Рашида в телесериале «Клон» (порт. O Clone).
Карьера актёра на телевидении началась в 1986 году в мини-сериале «Золотые годы» (порт. Anos Dourados телекомпании Globo. Другие значительные работы на телевидении включают сериалы «Страницы жизни» (2006), Começar de Novo, Um Só Coração (2004), уже упомянутый «Клон», Os Maias (2001), «Земля любви», «Музыка её души» (1999) и другие.

## Актёрские работы

### На телевидении

#### Теленовеллы
- 1986 — Hipertensão — Fratelo
- 1987 — Bambolê — Augusto «Pronto»
- 1989 — O Salvador da Pátria — Tomás
- 1990 — Brasileiras e Brasileiros — Plínio
- 1991 — O Dono do Mundo — William
- 1992 — Deus nos Acuda — Promotor
- 1993 — Olho no Olho — Bóris
- 1994 — 74.5 - Uma onda no ar — Mariano
- 1997 — Zazá — Milton Dumont Pietro
- 1998 — Era Uma Vez — Maneco Dionísio
- 1999 — Нежный яд  — Ханиф
- 1999 — Земля любви — Бартоло Мильявакка
- 2001 — Клон — Мохаммед Рашид
- 2004 — Começar de Novo — Олаво Билак Борхес (Олавиньо)
- 2006 — Страницы жизни — Густаво Пиньейру де Соуза
- 2008 — Beleza Pura — Eduardo Brito
- 2009 — Дороги Индии — Сезар Галло Гулар
- 2010 — Escrito nas Estrelas — Vicente
- 2011 — O Astro — Natalino Pimentel (Natal)
- 2012 — Спаси меня, Святой Георгий — Мустафа

#### Мини-сериалы
- 1986 — Anos Dourados — Claudionor
- 1993 — Contos de Verão — Thales
- 1995 — Decadência
- 1999 — Музыка её души — Лопес Травао
- 2001 — Os Maias — Palma Cavalão
- 2004 — Um Só Coração — Assis Chateaubriand
- 2006 — JK — Augusto Frederico Schmidt
- 2007 — Amazônia, de Gálvez a Chico Mendes — Padre José

#### Комедийные шоу и сериалы
- 1988 — TV Pirata — Caveira
- 1993 — Terça Nobre — O Alienista
- 1995 — Você Decide — серия «Perigo Ambulante»
- 1995 — Você Decide — серия «O Sacrifício»
- 1996 — Sai de Baixo — Armando
- 1996 — A Vida Como Ela É — (в 16 сериях)
- 1996 — Malhação — Leon
- 1997 — Você Decide — (серия «Norma»)
- 1997 — A Justiceira — Ezequiel
- 1998 — В мире женщин — Francisco
- 1999 — Você Decide — (серия «Assim é se lhe parece»)
- 2001 — Brava Gente — Сан-Педро
- 2002 — Os Normais — Heraldo
- 2002 — Sítio do picapau amarelo — Conde Xis Parmesan
- 2005 — A Grande Família — Aníbal
- 2005 — Linha Direta Justiça — Zé Arigó
- 2007 — Linha Direta Justiça — Sérgio Fleury
- 2007 — Casos e Acasos — Эрнесту
- 2009 — A Grande Família — Serjão

### В кино
- 1994 — O Efeito Ilha — Armando Torreds
- 1995 — 16060 — Vittorio
- 1995 — Esperando Roque
- 1996 — Sambólico — Rudi
- 1997 — Lápide — Marido
- 1998 — Policarpo Quaresma, Herói do Brasil — Genelício
- 1999 — Outras Estórias — Sorôco
- 2002 — A Paixão de Jacobina — Pastor Boeber
- 2002 — Poeta de Sete Faces
- 2004 — Garfield - O Filme — voz de Garfield
- 2006 — Anjos do Sol — Saraiva
- 2006 — O Passageiro - Segredos de Adulto
- 2007 — Os Porralokinhas
- 2008 — Dias e Noites
- 2011 — Faroeste Caboclo — Marco Aurélio

### Роли в театре
- 1980 — A barra do jovem
- 1981 — «О вреде курения» (порт. Os malefícios do fumo, монолог из Антона Чехова)
- 1982 — Do homem não se perde nada (по Селсу Фратеши[порт.])
- 1984 — Nosso senhor da lama (по Stephane Dosse)
- 1985 — «Старые матросы» (порт. Velhos marinheiros, по Жоржи Амаду)
- 1989 — «Безумие любви» (порт. Louco de amor, по Сэму Шепарду) — Мартин
- 1989 — Quem te fez saber que estavas nú? (по Zeno Wilde) — Delacy
- 1990 — A secreta obscenidade de cada dia (по Марко Антонио де ла Парра) — Карл Маркс
- 1992 — «Возвращение домой» (порт. A volta ao lar, по Гарольду Пинтеру) — Ленни
- 1992 — «Настоящий инспектор Хаунд» (порт. O legítimo inspetor Perdigueiro, по Тому Стоппарду) — Sentapua
- 1994 — «Жажда» (порт. Desejo, по Юджину О’Нилу) — Simão
- 1995 — «Вавилонское столпотворение» (порт. Torre de Babel, по Фернандо Аррабалю) — Marquês de Cerralbo (Cervantes)
- 1995 — «Жак и его господин» (порт. Jacques e seu amo, по Милану Кундере) — Жак
- 2003 — Vinicius do amor demais

## Книги
- 1999 — Os infantes de dezembro
- 2000 — A ilha de Sagitário
- 2002 — Amanhã eu vou dançar: novela de amor
- 2005 — O sorriso de Serapião e outras gargalhadas
- 2008 — Paisagem vista do trem
- 2008 — Travessias Singulares
- 2010 — Escrevinhações de Samuel, o eterno (impressões, fragmentos, tormentos e alguma poesia)